# Rio Debla
O Rio Debla é um rio da Romênia, afluente do Gălăşeni, localizado no distrito de Bihor.